# الأسطول الملكي الإيطالي
الأسطول الملكي الإيطالي أو ريجيا مارينا يعود لإعلان مملكة إيطاليا عام 1861 بعد توحيد إيطاليا. تبدل اسم الأسطول عام 1946 مع ولادة الجمهورية الإيطالية لما هو عليه الآن (البحرية الإيطالية، مارينا ميليتاري).

## تاريخ
تأسست البحرية الملكية يوم 17 مارس العام 1861 بعد إعلان تشكيل مملكة إيطاليا. كما أن المملكة كانت من توحيد مختلف الدول في شبه الجزيرة الإيطالية، لذلك تم تشكيل الاسطول الملكي من القوات البحرية، كانت القوات البحرية من الممالك السابقة من سردينيا ونابولي. ورثت البحرية الجديدة عددا كبيرا من السفن، كما في الشراع والبخار، وجمعت تقاليد بحرية طويلة من مكوناته، وخاصة تلك التي من سردينيا ونابولي، ولكن أيضا كانت تعاني من بعض المعوقات الرئيسية.
أولا، تعاني من عدم وجود التجانس والتماسك، والبحرية الملكية خليط غير متجانس من المعدات والمعايير، ورأيت حتى العداء بين ضباط من القوات البحرية. وتفاقمت هذه المشاكل بسبب استمرار انفصال ضباط المدارس في جنوى ونابولي، ولم تعالج بشكل كامل حتى افتتاح الأكاديمية البحرية الموحدة في ليفورنو في عام 1881.
ثانيا، وقع التوحيد خلال فترة التقدم السريع في مجال التكنولوجيا البحرية والتكتيكات، يذكر ان إيطاليا لا تملك البنية التحتية أو أحواض بناء السفن لبناء السفن الحديثة المطلوبة، ولكن بعد ذلك قرر وزير القوات البحرية الاميرال دي كارلو، برنامجا كبيرا لشراء سفن حربية من ساحات خارجية.
جاءت معمودية البحرية الجديدة لإطلاق النار في 20 يوليو 1866 في معركة ليسا خلال الحرب الإيطالية الثالثة(الموازية لحرب السبع اسابيع. وقد خاضت معركة ضد الامبراطورية النمساوية وقعت بالقرب من جزيرة فيس في بحر البنادقة. وكان هذا أحد الأحداث القليلة التي وقعت في القرن التاسع عشر.